# هشام بركات
المستشار هشام محمد زكي بركات (21 نوفمبر 1950 – 29 يونيو 2015) النائب العام المصري منذ 10 يوليو 2013 حتى اغتياله في 29 يونيو 2015، وهو النائب العام الثالث في مصر بعد ثورة 25 يناير.

## تعيينه
أصدر الرئيس محمد مرسي إعلاناً دستورياً تم بمقتضاه عزل المستشار عبد المجيد محمود، النائب العام السابق من منصبه، وتعيين المستشار طلعت إبراهيم بدلاً منه، لكن حكمت محكمة النقض المصرية ببطلان هذا التعيين وبعودة عبد المجيد محمود الذي استقال من منصبه بعد تعيينه. فقام مجلس القضاء الأعلى المصري، في الأربعاء 10 يوليو 2013، بالموافقة على ترشيحه وتعيينه رسمياً في منصبه، وهو من القضاة المدافعين على استقلال القضاء المصري، ثم قام بأداء اليمين الدستورية أمام الرئيس المستشار عدلي منصور. وفي أول تصريحاته الصحفية، أكد أنه سيسعى لإجراء تحقيقات موسعة بمعاونة أعضاء النيابة العامة، من أجل الانتهاء من جميع القضايا المفتوحة، وأضاف أنه سأل الله أن يكون معه في تحمل المسئولية.

## تدرجه الوظيفي
تخرج في كلية الحقوق في جامعة القاهرة عام 1973، وتم تعيينه وكيلاً للنائب العام حتى أصبح رئيس بمحكمة الاستئناف، ثم تم انتدابه رئيساً للمكتب الفني والمتابعة بمحكمة استئناف الإسماعيلية وقت نظر قضية محاكمة المتهمين في قضية أحداث ستاد بورسعيد. كما تولى أيضاً قضية هروب المساجين من سجن وادي النطرون، والذين كان من بينهم الرئيس المعزول محمد مرسي. ثم تم انتدابه رئيساً للمكتب الفني بمحكمة استئناف القاهرة.

## اغتياله

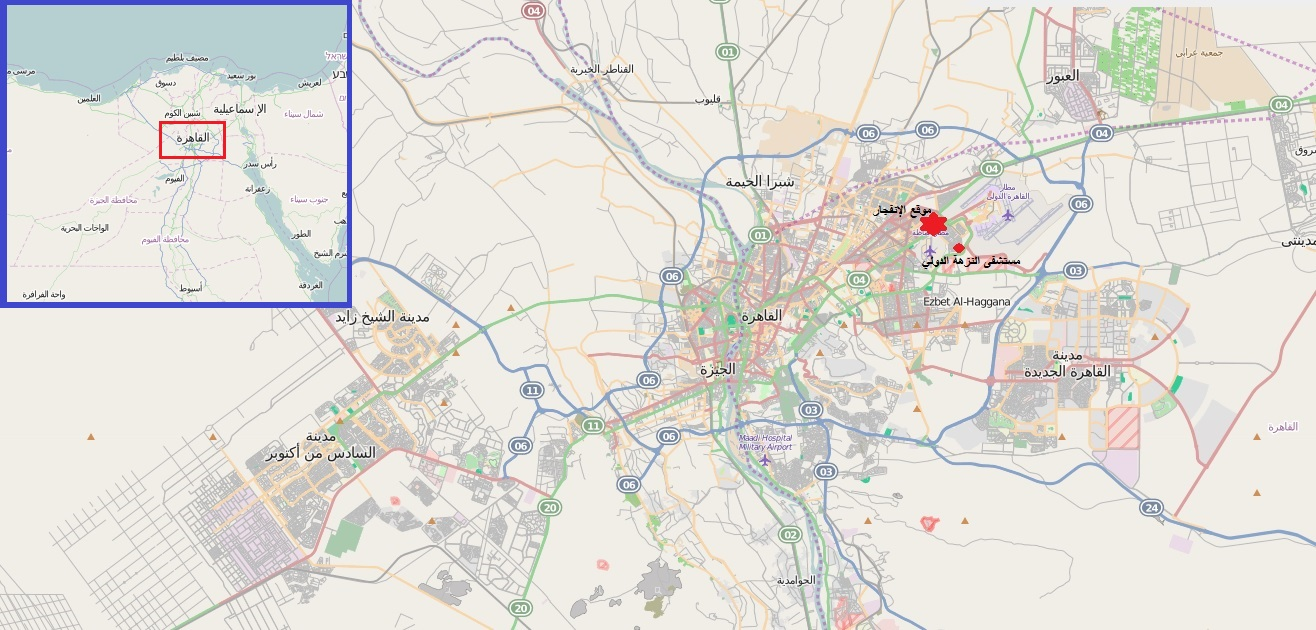
موقع انفجار السيارة المفخخة

في 29 يونيو 2015 اغتيل المستشار هشام بركات عن طريق سيارة مفخخة استهدفت موكبه خلال تحركه من منزله بمنطقة مصر الجديدة إلى مقر عمله بدار القضاء العالي في وسط القاهرة، أصيب النائب العام على إثر التفجير بنزيف داخلي وشظايا وأجريت له عملية جراحية دقيقة فارق في أعقابها الحياة في مستشفى النزهة الدولي. جاء الاغتيال بعد قرابة الشهر من دعوة «ولاية سيناء» وهي ذراع تنظيم الدولة الإسلامية في مصر أتباعها إلى مهاجمة القضاة. إثر تنفيذ حكم الإعدام في ستة أفراد من عناصرها.

### التحقيقات
في مايو 2016 نشرت صحف مصرية تحقيقات نيابة أمن الدولة العليا في قضية اغتيال المستشار هشام بركات نصاً وبالصوت والصورة مع المتهمين وكان بعضها في مسرح الجريمة، والتي كشفت أن مرتكبي الجريمة هم من عناصر المجموعات المسلحة المتقدمة بجماعة الإخوان المسلمين بالتعاون مع حركة حماس الفلسطينية.

### الأحكام القضائية
في 22 يوليو 2017 قضت محكمة جنايات القاهرة برئاسة المستشار حسن فريد بإعدام 28 متهمًا، لإدانتهم باغتيال المستشار هشام بركات، وعاقبت 15 متهمًا بالسجن المؤبد، و8 متهمين بالسجن المشدد 15 سنة، و15 متهمًا بالسجن المشدد 10 سنوات، وانقضاء الدعوى الجنائية لمتهم واحد توفى قبل الفصل في الدعوى. في 25 نوفمبر 2018 أيدت محكمة النقض حكم الإعدام على 9 متهمين في قضية اغتيال المستشار هشام بركات، كما قضت بتخفيف حكم الإعدام على 6 متهمين آخرين إلى السجن المؤبد.
في 20 فبراير 2019 نَفذ الحكم القضائي بالإعدام شنقاً بحق 9 مدانين باغتيال المستشار هشام بركات.

### ردود الفعل
تباينت ردود أفعال المصريين على شبكات التواصل الاجتماعي إثر تنفيذ حكم الإعدام. فرآها المعارضون للنظام المصري غير عادلة ويجب وقفها، فيما رآها آخرون قصاصاً واجباً للشهداء.

#### الإدانات
دولياً، أدانت منظمة العفو الدولية إعدام السلطات المصرية لـ9 أشخاص بتهمة الضلوع في عملية اغتيال النائب العام السابق هشام بركات، معتبرة ذلك عارا بما يخص حق الحياة. فيما أعربت مفوضية الأمم المتحدة السامية لحقوق الإنسان عن القلق بشأن أنباء إعدام 15 شخصا في مصر حتى الآن خلال شهر فبراير 2019، بمن فيهم 9 أشخاص أعدموا، في القضية المرتبطة بمقتل النائب العام هشام بركات، مطالبة السلطات المصرية بـ«وقف جميع الإعدامات ومراجعة كل القضايا المرتبطة بأحكام الإعدام»، بما يتوافق مع التزامات مصر الدولية في مجال حقوق الإنسان.
عربياً، أدانت عدة قوى سياسية ومدنية في تونس عمليات الإعدام عبر بيانات أصدرها في الغرض، مثل أحزاب حركة النهضة وحزب العمال وحزب التيار الديمقراطي وحراك تونس الإرادة وحركة وفاء، إلى جانب منظمات المجتمع المدني مثل النقابة الوطنية للصحفيين التونسيين والرابطة التونسية للدفاع عن حقوق الإنسان والجمعية التونسية للنساء الديمقراطيات.

#### الردود الحكومية
من جانبه صرح الرئيس السيسي خلال استقباله نواب العموم المشاركين في المؤتمر الأول لدول الشرق الأوسط وشمال أفريقيا، بأنه «لا أحد يمكنه التدخل في عمل القضاء المصري واستقلاله». وخلال فعاليات القمة العربية الأوروبية بشرم الشيخ، ورداً على سؤال مراسل الوكالة الألمانية عن موقف حقوق الإنسان في مصر «في إشارة لأحكام الإعدام في قضية اغتيال المستشار هشام بركات»، رد الرئيس السيسي بأن المنطقتين العربية والأوروبية لهما ثقافتين مختلفتين ولكل منهما ظروفه الخاصة، ففي حين أن أولوية الدول الأوروبية تحقيق رفاهية شعوبها، فإن الأولوية في المنطقة العربية الحؤول دون سقوط الدول وخرابها كما حدث في دول عديدة في ظل مئات العمليات الإرهابية التي تحاك في المنطقة، وذلك دون تجاهل لمبادئ القانون وحقوق الإنسان، ودعى السيسي الدول الأوروبية إلى عدم فرض وجهة نظرها فيما يخص عقوبة الإعدام على مصر، فكما تتفهم مصر وتحترم قيم وواقع وما يناسب الدول الأوروبية فيما يخص تنفيذ عقوبة الإعدام، يجب على الدول الأوروبية احترام القيم والأخلاقيات والأدبيات المصرية في هذا الشأن، حيث يطالب أهالي ضحايا العمليات الإرهابية الدولة بأخذ حق ذويهم والثأر لدمائهم، وتنفذ الدولة ذلك في إطار القانون وحقوق الإنسان.
شارك "هاني يونس"، المستشار الإعلامي لرئيس مجلس الوزراء المصري، تدوينة كتبها أحد وكلاء النائب العام في مصر أشار فيها للآتي:
- أن التحقيقات مع المتهمين استغرقت أربع سنوات.
- أن اعترافات المتهمين كاملة أمام النيابة وبمسرح الجريمة «ومن المعروف في مصر أنه لا إكراه للمتهمين أمام النيابة».
- وجود أدلة دامغة وتحقيقات للنيابة وشهادة مئات الشهود وأحراز ومخططات مرفقة بالقضية تؤكد قيام المتهمين أو اشتراكهم أو مساعدتهم في ارتكاب الجريمة، وأقر بذلك جميع أعضاء المحكمة ومفتي الجمهورية.
- عندما أدلى المتهمين أمام المحكمة بتعذيبهم أرسلوا جميعاً إلى الطب الشرعي لفحصهم وأثبت كذبهم وحتى محامييهم لم يعترضوا على النتائج.
- من المتهمين في القضية من حكم له بالبراءة، ومنهم من حكم عليه بأحكام بالسجن ولم يتم ذكرهم.
- كم الفيديوهات المقطوعة للمتهمين تعمدت عدم نشر المحاكمة كاملة، ولو أن القاضي غير عادل ما كان سمح للمتهمين بالحديث أو إبداء دفوعهم بأنفسهم في محاكمة مسجلة.
- أن الإسلام يشرع حق القصاص وجعل فيه حياه.
- أن من ضحى بهؤلاء الشباب هم من زجوا بهم لارتكاب الجريمة فيما هم هاربين خارج البلاد ويستغلوا حتى موتهم لمكاسبهم.
- استغلال صور لأبناء بعض المتهمين وزوجاتهم لإثارة العواطف وتهييج الاعتراضات على الأحكام، وتناسى المتعاطف الأطفال الميتمة والزوجات المرملة لشهداء الجيش والشرطة والمدنيين من ضحايا العمليات الإرهابية.[22]